# К'єль Торст
К'єль Торст (дан. Kjeld Thorst, нар. 13 травня 1940) — данський футболіст, що грав на позиції нападника. По завершенні ігрової кар'єри — тренер за клуб «Ольборг», а також національну збірну Данії.

## Клубна кар'єра
У дорослому футболі дебютував 1960 року виступами за команду клубу «Ольборг», кольори якої і захищав протягом усієї своєї кар'єри гравця, що тривала одинадцять років. 

## Виступи за збірну
1963 року дебютував в офіційних матчах у складі національної збірної Данії. Протягом кар'єри у національній команді, яка тривала 7 років, провів у формі головної команди країни 26 матчів, забивши 6 голів.
У складі збірної був учасником чемпіонату Європи 1964 року у Франції, де взяв участь в обох іграх своєї збірної, які, вона, утім, програла, посівши четверте місце.

## Кар'єра тренера
Розпочав тренерську кар'єру, повернувшись до футболу після невеликої перерви, 1975 року, очоливши тренерський штаб клубу «Ольборг», з яким пропрацював протягом одного сезону.

## Титули і досягнення
- Володар Кубка Данії (2):

«Ольборг»:  1965-1966, 1969-1970